# John Esposito
John Louis Esposito (Brooklyn, Nueva York, 19 de mayo de 1940) es profesor de Relaciones Internacionales y Estudios Islámicos en la Universidad de Georgetown. También es el director del Centro Príncipe Alwaleed Bin Talal de entendimiento entre musulmanes y cristianos de la Universidad de Georgetown. 

## Carrera Académica
Durante casi veinte años después de completar su doctorado, Esposito había enseñado los estudios religiosos (como el hinduismo, el budismo y el islam) en el Colegio de la Santa Cruz, un colegio jesuita en Massachusetts. En Santa Cruz, Esposito, fue el director del Departamento de Estudios Religiosos y el director del Centro universitario de Estudios Internacionales. En la Universidad de Georgetown, Esposito ocupa el cargo de profesor de la Universidad y enseña tanto como profesor de Religión y Asuntos Internacionales y profesor de Estudios Islámicos. Esposito también trabaja como Científico Senior en el Centro Gallup para Estudios Musulmanes, donde fue coautor del libro ¿Quién habla por el Islam? Lo que mil millones de musulmanes piensan realmente, que fue publicado en marzo de 2008. Es doctor honoris causa por la Universidad Pontificia Comillas (2018).